# Mechtild Rothe
Mechtild Rothe este un om politic german, membru al Parlamentului European în perioada 1999-2004 din partea Germaniei.
1. ↑  The International Who's Who of Women 2006[*] Verificați valoarea |titlelink= (ajutor)
2. ↑  Deputații în Parlamentul European